# 栗田谷
栗田谷（くりたや）は、神奈川県横浜市神奈川区の町名。丁目の設定のない単独町名である。住居表示実施済み区域。

## 地理
神奈川区の中部に位置し、南に松本町、西に三ツ沢下町、北西に神大寺、北に六角橋、北東に中丸と斎藤分町、南東に旭ケ丘と接している。

### 地価
住宅地の地価は、2025年（令和6年）1月1日の公示地価によれば、栗田谷12-14の地点で35万円/m²となっている。

## 歴史

### 地名の由来
字名から。『新編武蔵風土記稿』の「神奈川町」の項に「むかし栗田某と云人の住居せし所なりといひ伝ふ、この栗田は多米が家頼（家来）にて、今もその子孫當所三沢の農家となりて與右衛門と稱せり」と記録がある。地名研究で「クリタヤ」は「岩礫のある谷」。

### 沿革
- 1932年（昭和7年）1月1日 - 青木町字栗田谷、神奈川町字中丸、六角橋町字西ノ谷の各一部を分離し、栗田谷を新設[6]。横浜市神奈川区栗田谷となる。
- 1960年（昭和35年）4月1日 - 三ツ沢下町の一部を分離し、栗田谷に編入[7]。
- 1970年（昭和45年）6月1日 - 三ツ沢地区の住居表示の実施に伴い、三ツ沢下町との境界を変更する[8]。
- 2000年（平成12年）10月23日 - 栗田谷・斎藤分町地区の住居表示の実施に伴い、栗田谷の一部を神大寺一丁目、斎藤分町、中丸、六角橋四丁目へ編入。松本町の一部を分離し、栗田谷に編入。旭ケ丘との境界を変更[9]。

## 世帯数と人口
2025年（令和7年）6月30日現在（横浜市発表）の世帯数と人口は以下の通りである。
| 町丁   | 世帯数    | 人口    |
| ------ | --------- | ------- |
| 栗田谷 | 1,818世帯 | 3,057人 |

### 人口の変遷
国勢調査による人口の推移。
| 年                 | 人口  |
| ------------------ | ----- |
| 1995年（平成7年）  | 2,569 |
| 2000年（平成12年） | 2,410 |
| 2005年（平成17年） | 2,273 |
| 2010年（平成22年） | 2,575 |
| 2015年（平成27年） | 2,574 |
| 2020年（令和2年）  | 2,941 |

### 世帯数の変遷
国勢調査による世帯数の推移。
| 年                 | 世帯数 |
| ------------------ | ------ |
| 1995年（平成7年）  | 1,193  |
| 2000年（平成12年） | 1,163  |
| 2005年（平成17年） | 1,208  |
| 2010年（平成22年） | 1,445  |
| 2015年（平成27年） | 1,437  |
| 2020年（令和2年）  | 1,701  |

## 学区
市立小・中学校に通う場合、学区は以下の通りとなる（2024年11月時点）。
| 番・番地等                                       | 小学校             | 中学校               |
| ------------------------------------------------ | ------------------ | -------------------- |
| 1〜10番 14番1〜4号 15番11〜52号                  | 横浜市立青木小学校 | 横浜市立栗田谷中学校 |
| 11〜13番 14番5号〜15番10号 15番53〜67号 16〜48番 | 横浜市立青木小学校 | 横浜市立松本中学校   |

## 事業所
2021年（令和3年）現在の経済センサス調査による事業所数と従業員数は以下の通りである。
| 町丁   | 事業所数 | 従業員数 |
| ------ | -------- | -------- |
| 栗田谷 | 24事業所 | 187人    |

### 事業者数の変遷
経済センサスによる事業所数の推移。
| 年                 | 事業者数 |
| ------------------ | -------- |
| 2016年（平成28年） | 21       |
| 2021年（令和3年）  | 24       |

### 従業員数の変遷
経済センサスによる従業員数の推移。
| 年                 | 従業員数 |
| ------------------ | -------- |
| 2016年（平成28年） | 126      |
| 2021年（令和3年）  | 187      |

- 参照
  - ヨコシネ ディー アイ エー旧本社

## 施設
- 横浜市立栗田谷中学校

## その他

### 日本郵便
- 郵便番号 : 221-0804[3]（集配局：神奈川郵便局[19]）

### 警察
町内の警察の管轄区域は以下の通りである。
| 番・番地等 | 警察署       | 交番・駐在所 |
| ---------- | ------------ | ------------ |
| 全域       | 神奈川警察署 | 反町交番     |

なお2018年まで栗田谷交番があったが統合で廃止され、その建物はカフェとして再利用されている。